# Nauris Bulvītis
Nauris Bulvītis, (ur. 15 marca 1987 w Rydze) – łotewski piłkarz, grający na pozycji obrońcy w klubie FK RFS. W latach 2012–2014 reprezentant narodowej kadry. 

## Kariera piłkarska

### Kariera klubowa
Swoją karierę rozpoczął w klubie Daugava Daugavpils. W wieku 20 lat zadebiutował w Virslīga. W styczniu 2008 został zawodnikiem litewskiego FK Šiauliai. W meczu przeciwko FK Šilutė strzelił swojego premierowego gola w seniorskiej karierze. Po półrocznym pobycie na Litwie postanowił wrócić do ojczyzny, gdzie podpisał kontrakt z FC Tranzit. W sezonie 2009 rozegrał 17 meczów, w których zdobył jedną bramkę. Po tym sezonie został wypożyczony do szkockiego Inverness F.C. W trakcie rocznego wypożyczenia zdołał wraz z drużyną triumfować w Scottish First Division. Po powrocie z wypożyczenia trafił do FK Ventspils. Zdołał rozegrać zaledwie 10 spotkań, po czym zgłosił się po niego Spartak Trnava. Transfer do Słowacji okazał się niewypałem, ponieważ nie wystąpił w żadnym oficjalnym spotkaniu. W lipcu 2011 został piłkarzem Spartaksa Jūrmala, gdzie był ważną postacią. Latem 2013 przeniósł się do walczącego o mistrzostwo kraju FC Skonto Riga. Było to dobre posunięcie, w 15 meczach strzelił trzy gole, a klub zdobył wicemistrzostwo Łotwy. Dobra gra zaowocowała transferem do szwajcarskiego FC Aarau, z którym porozumiał się 24 stycznia 2014. W sezonie 2013/2014 występował dość regularnie w pierwszej drużynie. Po roku po raz kolejny w karierze zadecydował o powrocie do kraju, podpisując kontrakt z Spartaksem Jūrmala. W sezonie 2016 zdobył pierwsze mistrzostwo Łotwy. Po życiowym sukcesie ponownie spróbował występów za granicą. Wówczas porozumiał się z Plymouth Argyle F.C. Na angielskich boiskach strzelił dwa gole, lecz nie zagościł tam na długo miejsca. W 2017 został zawodnikiem FK Ventspils, dla którego kiedyś już grał. W sezonie 2018 drużyna z nim na pokładzie sięgnęła po wicemistrzostwo. W styczniu 2019 podpisał kontrakt z FK RFS. 

### Kariera reprezentacyjna
Debiut w narodowej kadrze zaliczył 1 czerwca 2012 roku w towarzyskim spotkaniu z reprezentacją Litwy. Najwięcej meczów rozegrał na przestrzeni lat 2013/2014. Jego ostatni występ miał miejsce 10 października 2014 roku przeciwko Islandii w ramach eliminacji do piłkarskich Mistrzostw Europy 2016.
(aktualne na dzień 10 listopada 2019)
| Mecze i gole w reprezentacji | Mecze i gole w reprezentacji | Mecze i gole w reprezentacji | Mecze i gole w reprezentacji | Mecze i gole w reprezentacji | Mecze i gole w reprezentacji | Mecze i gole w reprezentacji |
| Lp.                          | Data                         | Miejsce                      | Przeciwnik                   | Gol                          | Wynik                        | Rozgrywki                    |
| ---------------------------- | ---------------------------- | ---------------------------- | ---------------------------- | ---------------------------- | ---------------------------- | ---------------------------- |
| 1.                           | 01.06.2012                   | Võru                         | Litwa                        |                              | 5:0                          | towarzyski                   |
| 2.                           | 03.06.2012                   | Võru                         | Finlandia                    |                              | 1:1                          | towarzyski                   |
| 3.                           | 16.10.2012                   | Ryga                         | Liechtenstein                |                              | 2:0                          | el. MŚ 2014                  |
| 4.                           | 06.02.2013                   | Kobe                         | Japonia                      |                              | 0:3                          | towarzyski                   |
| 5.                           | 24.05.2013                   | Doha                         | Katar                        |                              | 1:3                          | towarzyski                   |
| 6.                           | 28.05.2013                   | Duisburg                     | Turcja                       |                              | 3:3                          | towarzyski                   |
| 7.                           | 07.06.2013                   | Ryga                         | Bośnia i Hercegowina         |                              | 0:5                          | el. MŚ 2014                  |
| 8.                           | 14.08.2013                   | Tallinn                      | Estonia                      |                              | 1:1                          | towarzyski                   |
| 9.                           | 06.09.2013                   | Ryga                         | Litwa                        | Gol                          | 2:1                          | el. MŚ 2014                  |
| 10.                          | 10.09.2013                   | Pireus                       | Grecja                       |                              | 0:1                          | el. MŚ 2014                  |
| 11.                          | 11.10.2013                   | Wilno                        | Litwa                        |                              | 0:2                          | el. MŚ 2014                  |
| 12.                          | 15.10.2013                   | Ryga                         | Słowacja                     |                              | 2:2                          | el. MŚ 2014                  |
| 13.                          | 15.11.2013                   | Dublin                       | Irlandia                     |                              | 0:3                          | towarzyski                   |
| 14.                          | 05.03.2014                   | Skopje                       | Macedonia Północna           |                              | 1:2                          | towarzyski                   |
| 15.                          | 29.05.2014                   | Ryga                         | Estonia                      |                              | 0:0                          | towarzyski                   |
| 16.                          | 31.05.2014                   | Ryga                         | Litwa                        | Gol                          | 1:0                          | towarzyski                   |
| 17.                          | 03.09.2014                   | Ryga                         | Armenia                      |                              | 2:0                          | towarzyski                   |
| 18.                          | 09.09.2014                   | Astana                       | Kazachstan                   |                              | 0:0                          | el. ME 2016                  |
| 19.                          | 10.10.2014                   | Ryga                         | Islandia                     |                              | 0:3                          | el. ME 2016                  |

## Sukcesy piłkarskie

### FK Spartaks Jūrmala
- Mistrzostwo Łotwy (1): 2016